# استفان لوکاس
استفان لوکاس (انگلیسی: Stéphane Lucas؛ زادهٔ ۱۸ آوریل ۱۹۷۸) بازیکن فوتبال اهل فرانسه است.
از باشگاه‌هایی که در آن بازی کرده‌است می‌توان به باشگاه فوتبال رئال اویدو، باشگاه فوتبال ستاره سرخ، و باشگاه فوتبال پاریس اف سی اشاره کرد.